# نیکولای بوخالوف
نیکولای بوخالوف (بلغاری: Николай Петков Бухалов؛ زادهٔ ۲۰ مارس ۱۹۶۷) قایقران کانو اهل بلغارستان بود.
از افتخارات وی میتوان به کسب مدال طلا در بازی‌های المپیک تابستانی ۱۹۹۲ و مدال برنز در بازی‌های المپیک تابستانی ۱۹۸۸ اشاره کرد.